# Fortificație bastionară

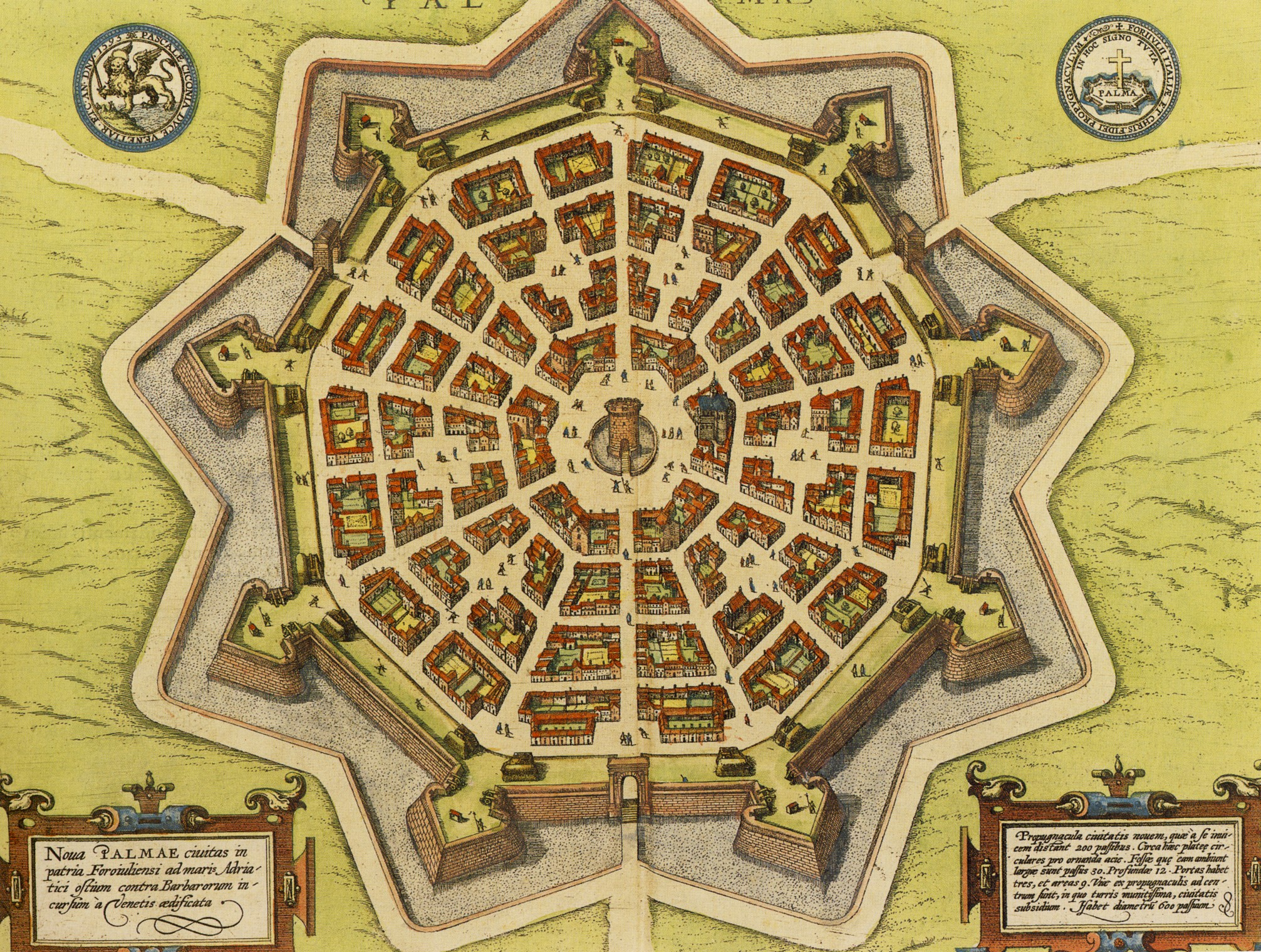
Hartă din secolul al XVII-lea a orașului italian Palmanova; exemplu de fortificație bastionară venețiană

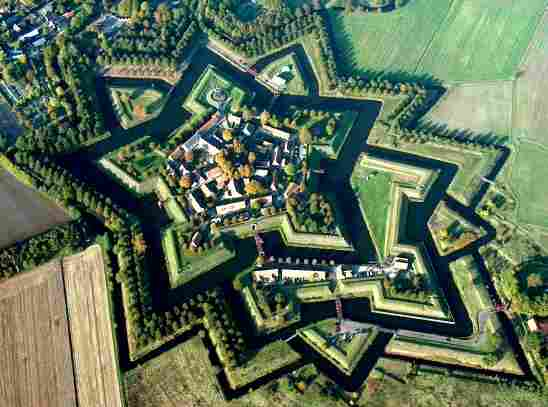
Fortul Bourtange, restaurat ca în 1750, din Groningen (Olanda)

O fortificație bastionară (rar fortificație stelată) este o fortificație care a apărut în perioada în care tunurile care foloseau praf de pușcă au început să domine câmpurile de luptă. A apărut pentru prima dată în Italia la mijlocul secolului al XV-lea.

## Origini

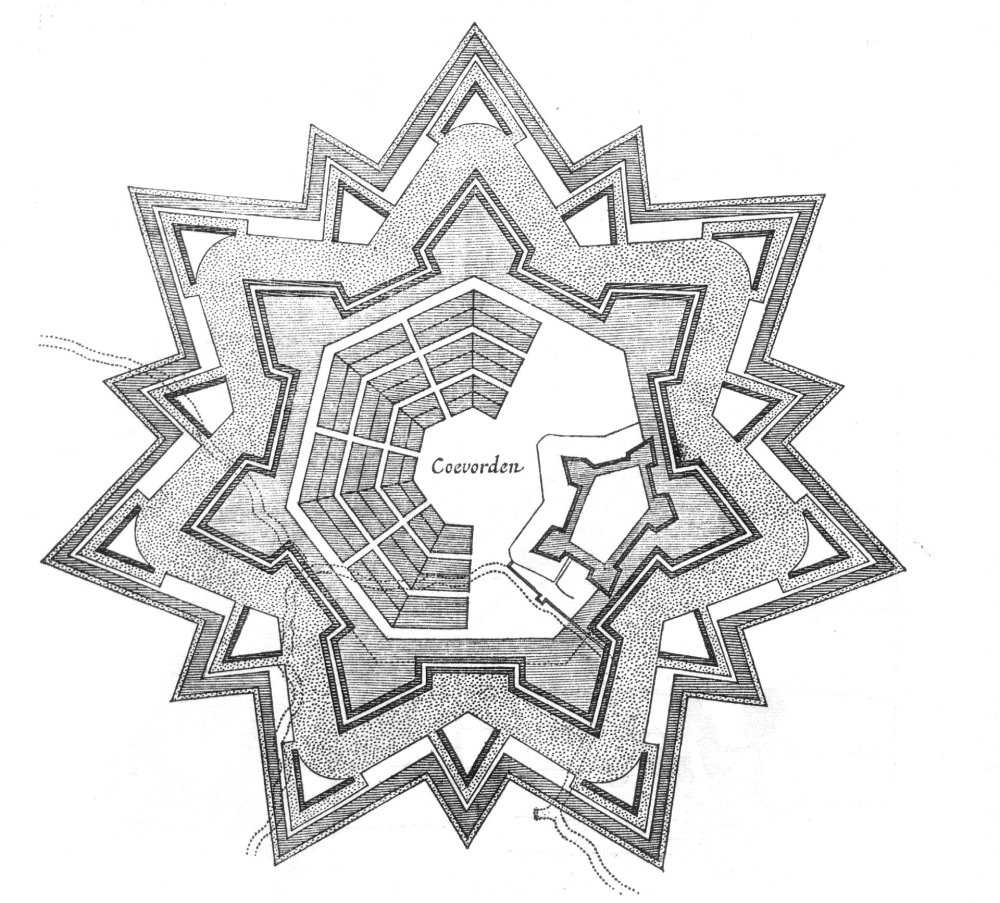
Planul fortificațiilor de la Coevorden (Olanda), cu model radial și fortificații poligonale, cu multiple lucrări înaintate, așa cum a fost reconstituit de

Predecesorii fortificațiilor bastionare au fost fortărețele medievale (en), plasate de obicei în locuri înalte, ca bătaia săgeților arcașilor să fie cât mai mare. Pentru cucerirea lor atacatorii trebuiau să spargă poarta sau să escaladeze zidurile cu scări și să copleșească apărătorii, lucruri foarte dificile. De aceea fortărețele aveau un rol foarte important în războaie.
Formele pasive circulare (incintă) a fortărețelor medievale au devenit vulnerabile la focul direct (en) al artileriei împotriva zidăriei. În plus, atacatorii ajunși la baza zidurilor puteau să le mineze lucrând în relativă siguranță, deoarece apărătorii nu-i puteau lovi de pe zidurile din vecinătate. Prin contrast, fortificațiile bastionare erau formate din structuri plate, cu mai multe bastioane, proiectate să se apere reciproc, și înconjurate de șanțuri inundabile. Pentru a contracara efectul ghiulelelor zidurile erau mai joase și mai groase. Pentru a compensa scăderea în înălțime șanțurile au fost adâncite, infanteria atacatoare fiind supusă focului de sus, inclusiv focului de anfiladă executat din bastioane. În exteriorul șanțului era prevăzut un glacis pentru deflectarea ghiulelelor trase spre baza bastioanelor și pentru încetinirea asaltului infanteriei. Pentru a proteja curtina de focul direct al artileriei s-au adăugat structuri înaintate: raveline, tenaille, fortificații cu coarne sau în formă de coroană, sau chiar forturi separate. Toate acestea erau din pământ, placat cu palisade sau zidărie din cărămizi pentru stabilizare, dar nu cu piatră, care se spărgea la impactul ghiulelelor, sfărâmăturile putând răni apărătorii.

Elemente de fortificații bastionare: A – bastion, B – demi-bastion, C – curtină, D – ravelin, E – tenaille, F – în formă de coroană, G – cu coarne, H – șanț

Fortificațiile bastionare au fost dezvoltate în Italia spre sfârșitul secolului al XV-lea și începutul celui de al XVI-lea, în timpul Războaielor Italiene, deoarece armata franceză era echipată cu tunuri și bombarde care puteau distruge cu ușurință fortificațiile medievale. Michelangelo a conceput o fortificație bastionară pentru apărarea Florenței, ulterior acest sistem a fost perfecționat în secolul al XVI-lea de Baldassare Peruzzi și Vincenzo Scamozzi. Sistemul a diseminat în Europa în anii 1530–1540, fiind folosit pe larg timp de trei secole. Inginerii militari italieni au fost foarte solicitați în toată Europa pentru a construi astfel de fortificații. Arhitecții militari de la sfârșitul secolului al XVII-lea Menno van Coehoorn, și în special Vauban, în slujba lui Ludovic al XIV-lea au dus logica acestor fortificații la extrem. Fortificațiile bastionare au influențat forma orașelor din Renaștere, apărând conceptul de oraș ideal.

### Taluzuri
În strategiile militare ale secolului al XV-lea, la apariția tunurilor de asalt răspunsul inginerilor militari a fost mascarea zidurilor prin taluzuri de pământ situate în fața șanțurilor, ca să nu poată fi lovite de focul direct, și acoperirea lor cu pământ, ca să nu poată fi distruse de focul vertical (en) al mortierelor. Șanțurile erau necesare, deoarece prin scăderea înălțimii zidurilor acestea ar fi fost mai ușor de escaladat.

### Unghiuri moarte

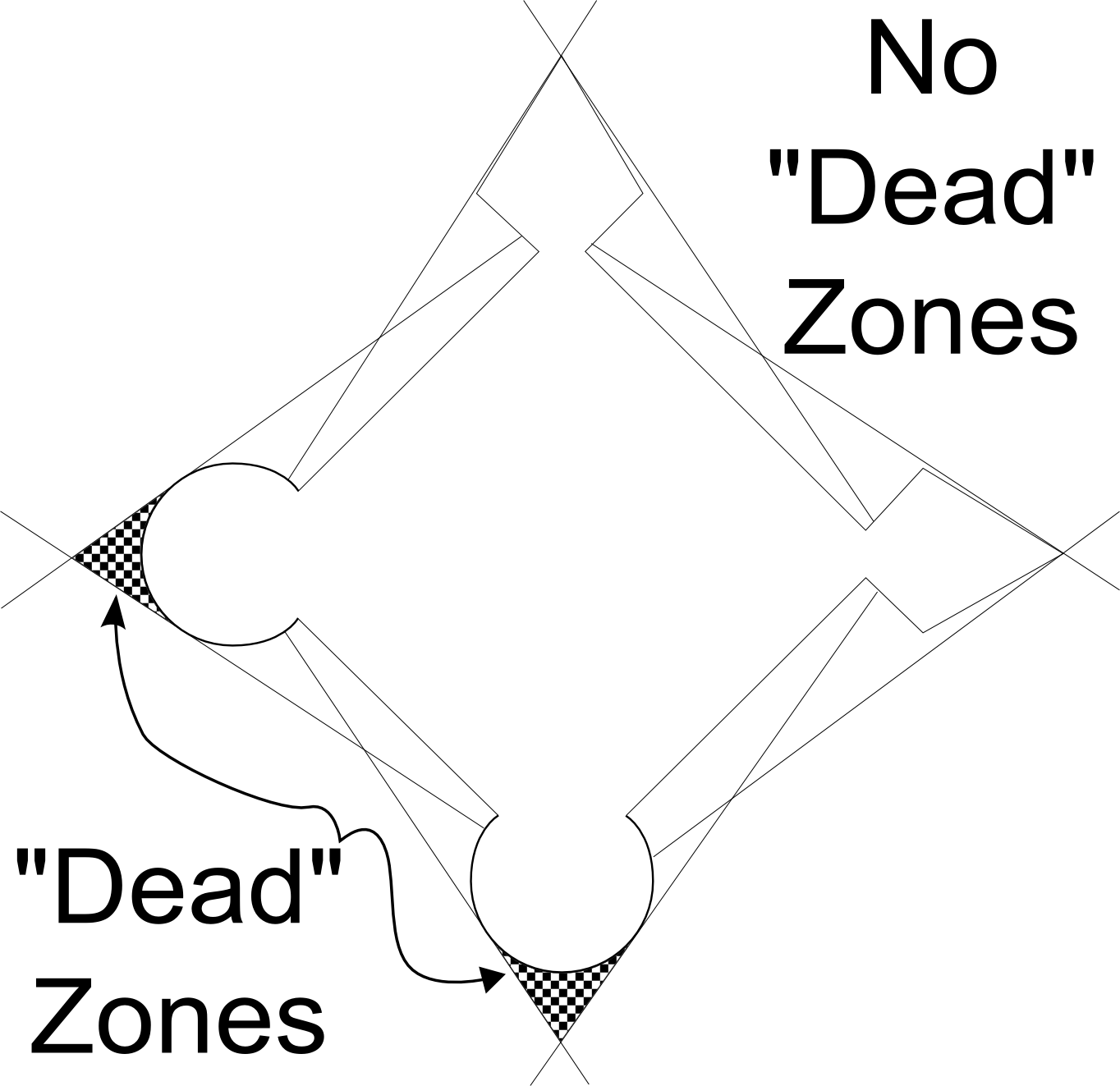
Bastioanele rotunde au unghiuri moarte, iar cele unghiulare nu

Forma rotundă, care nu oferea colțuri slabe și domina concepția fortificațiilor precedente, crea unghiuri moarte (v. figura) care erau ferite de focul apărătorilor, care nu putea fi dirijat de-a lungul unui zid curbat. Ca urmare, forma bastioanelor s-a schimbat din rotundă sau pătrată într-una de romb, care nu oferea adăpost atacatorilor. Șanțurile erau trasate cu îngrijire, ca să poată fi bătute de focul tunurilor de pe ziduri, tot fără să ofere adăpost atacatorilor.

### Anfiladă
Următoarea schimbare a fost trecerea la defensiva activă în locul celei pasive. Dacă atacatorul reușea să cucerească șanțul și taluzul din fața lui și să instaleze pe taluz tunuri zidul devenea vulnerabil la asalt. Forma șanțurilor a fost optimizată pentru a se putea executa foc de anfiladă de-a lungul lor, iar tunurile care executau acest foc trebuiau să fie protejate. Aplicarea acestor idei se poate vedea în fortificații ca cea de la Sarzana, în nord-vestul Italiei.

### Alte schimbări

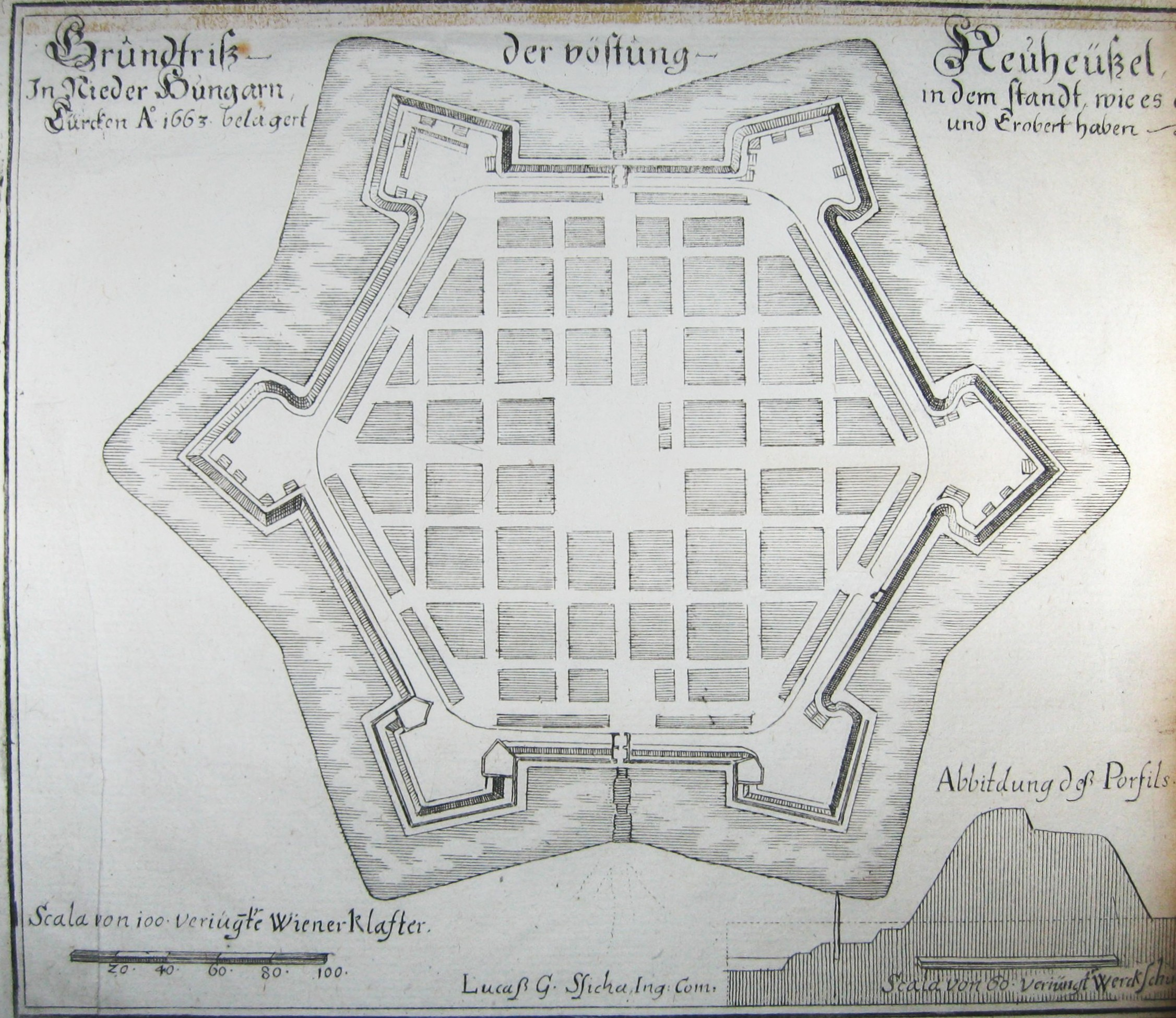
Oraș ideal: planul pentru Nové Zámky (Neuhäusel) din Slovacia, construit în 1663 și relevat c. 1680

Fortificațiile au evoluat în forme complexe care au permis acoperirea de către bateriile defensive a unor zone largi. Artileria avansată apăra glacisul și împiedica apropierea artileriei atacatoare de zidurile de incintă. Principala apărare s-a mutat pe un val aflat în fața șanțului, platformele de tragere fiind susținute de existența unui drum acoperit (protejat) în spatele valului. În comparație cu fortificațiile medievale forturile au devenit mai mari, cu o apărare în adâncime (en), care trebuia întâi penetrată pentru a ataca zidurile de incintă. Fortificațiile exterioare erau bine apărate de focul din fortificațiile adiacente și erau deschise spre interior, atât pentru spațiu (necesar și pentru risipirea fumului generat de trageri), cât și pentru a nu oferi eventualului cuceritor o bază de atac.
Fortificațiile de acest tip au fost eficiente cât timp atacatorii dispuneau doar de tunuri și obuze cu explozibili lenți, ca praful de pușcă, când principalul efect era dat de impactul acestora. Apariția unor explozivi brizanți, care au mărit mult efectul obuzelor, au făcut ca forma geometrică a fortificațiilor să nu mai conteze prea mult. Totuși, a trebuit ceva timp ca aceste fortificații să fie abandonate.

## Construcții

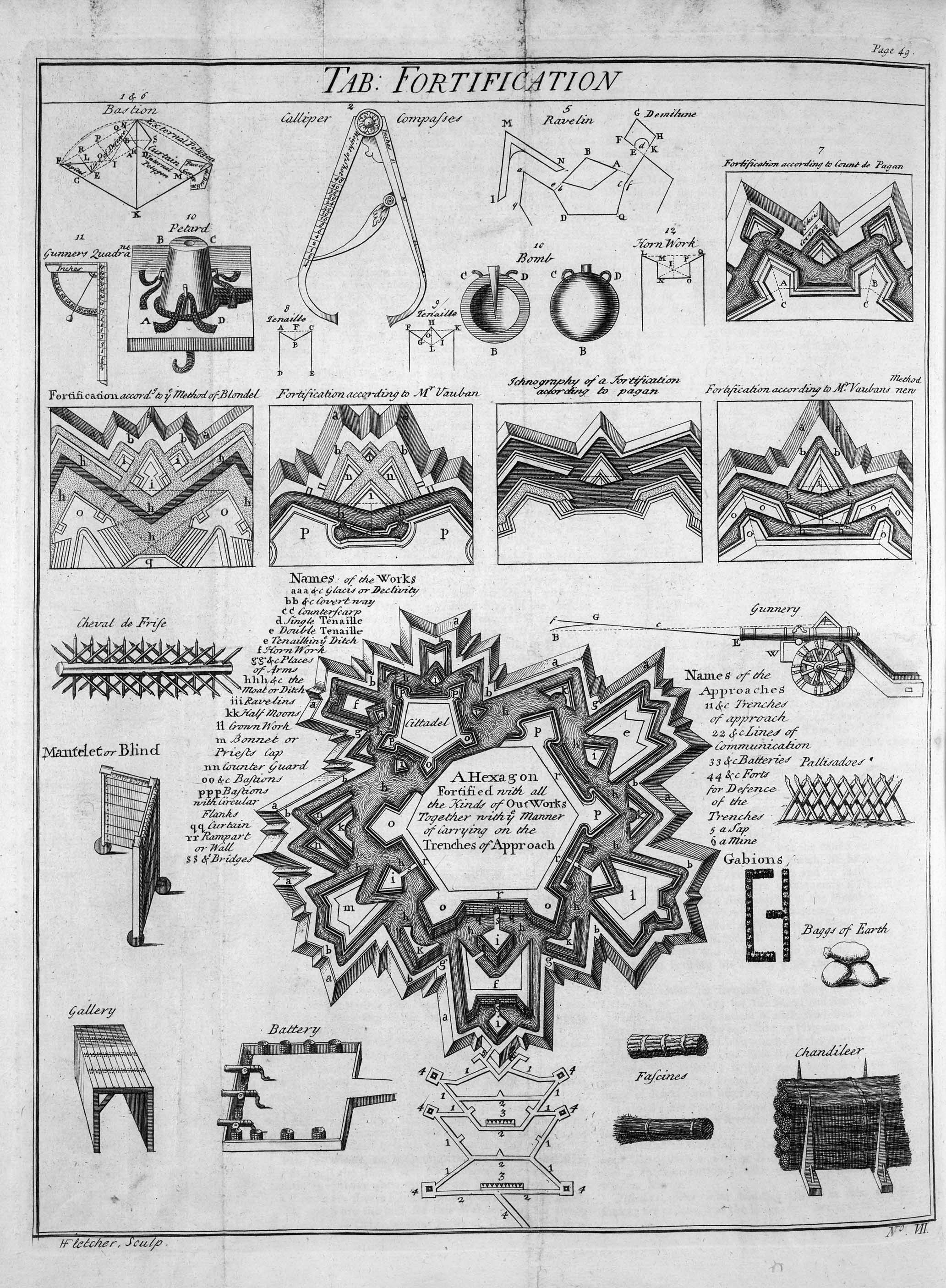
Tipuri de fortificații din Cyclopaedia
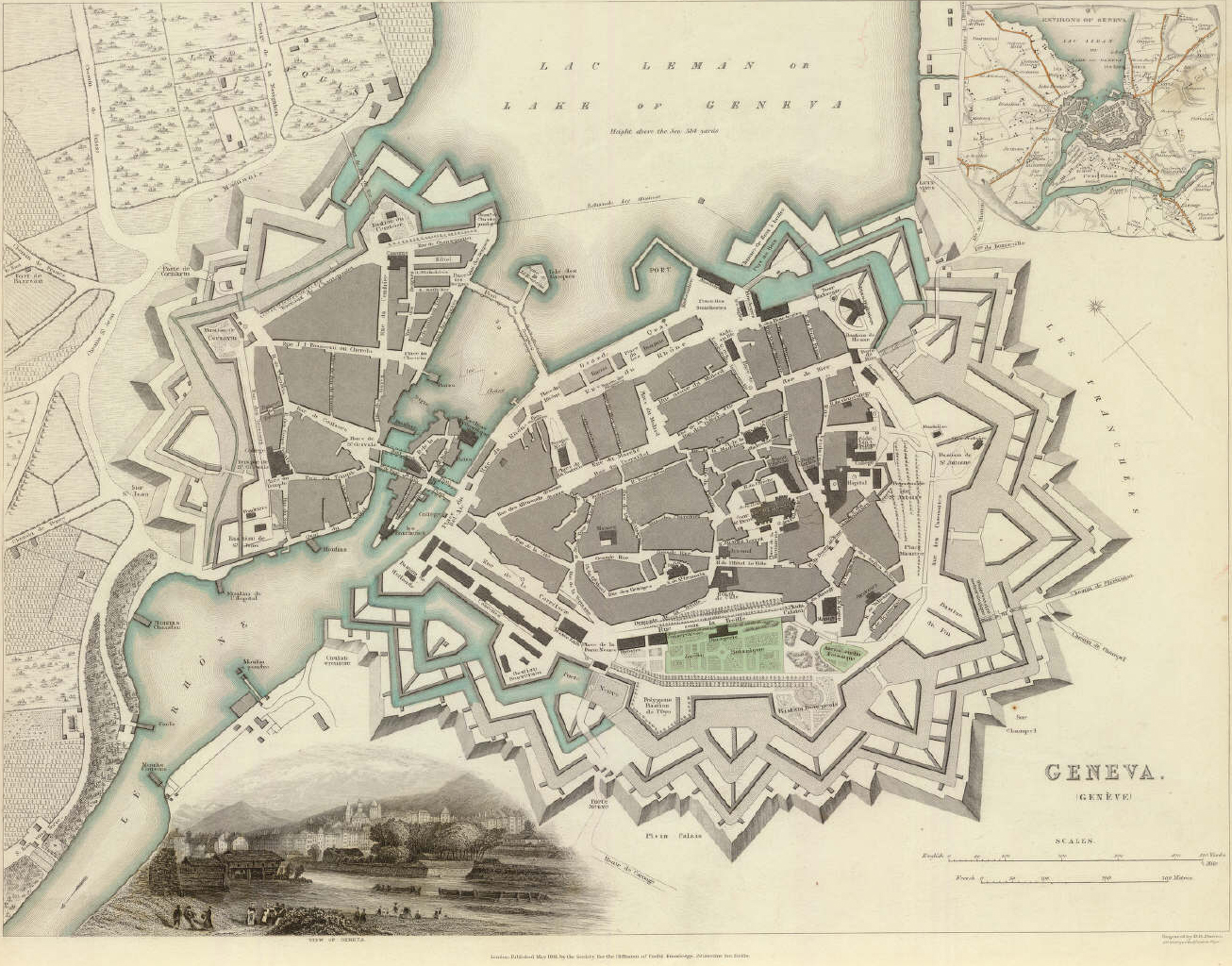
Fortificațiile Genevei la 1841, demolate zece ani mai târziu
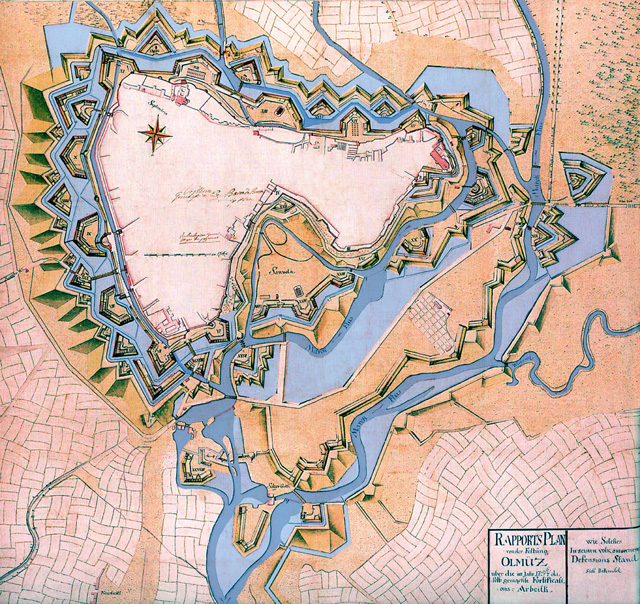
Fortificațiile de la Olomouc (c. 1757; azi, Cehia)
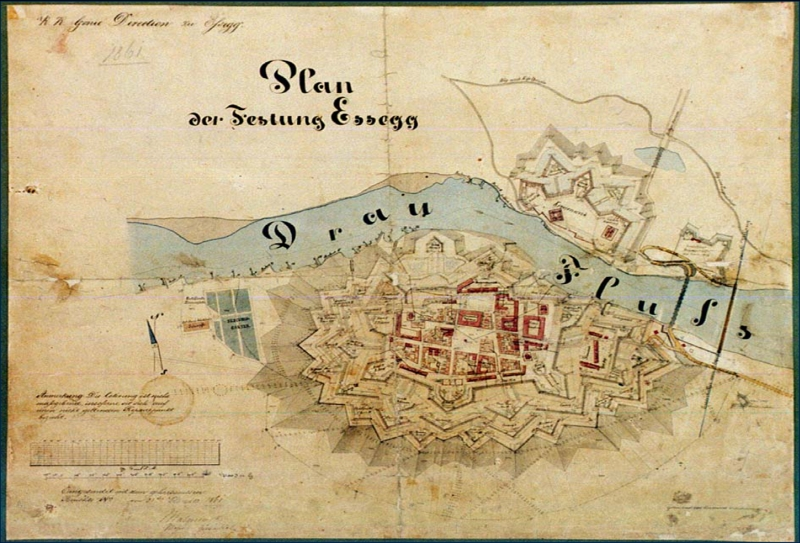
Planul pentru Tvrđa ("citadelă") din 1861, în Osijek (azi, Croația)
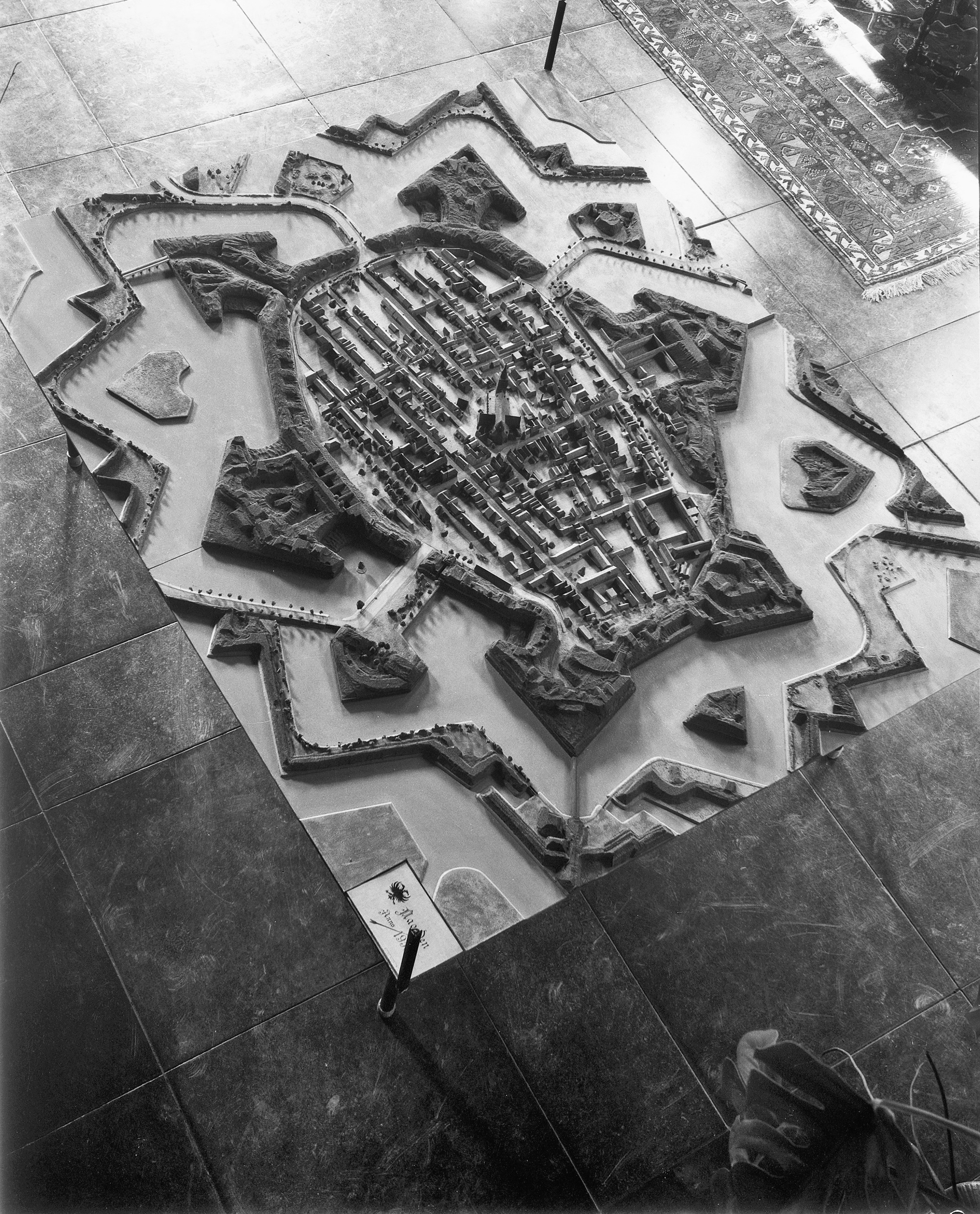
Macheta pentru Naarden, din Olanda

## Eficiență
Prima bătălie majoră împotriva unei fortificații de acest tip a fost apărarea Pisei din 1500 împotriva forțelor aliate ale Florenței și Franței. Pisanii au construit în fața zidurilor medievale un taluz, care s-a dovedit rezistent la focul tunurilor și la încercările de escaladare.
Al doilea asediu a fost cel de la Padova din 1509. Un călugăr inginer, Fra Giocondo, luând ca exemplu apărarea venețiană a demolat zidurile medievale și le-a înlocuit cu un șanț mare care putea fi măturat de tirul în anfiladă al tunurilor amplasate în prelungirea segmentelor de șanț. După câteva asalturi nereușite și sângeroase, asediatorii francezi s-au retras.
Noul tip de fortificații a jucat un rol important pe coastele Mării Mediterane în luptele împotriva Imperiului Otoman, încetinindu-i expansiunea. Deși fortăreața din Rodos după asediul din 1480 a fost parțial întărită cu noul tip de fortificații, ea a fost totuși cucerită în 1522 (en) după un lung asediu, deoarece apărătorii nu puteau primi ajutor. Pe de altă parte otomanii nu au reușit să cucerească Corfu nici în 1537 (en), nici în 1716 (en) în bună parte datorită fortificațiilor.

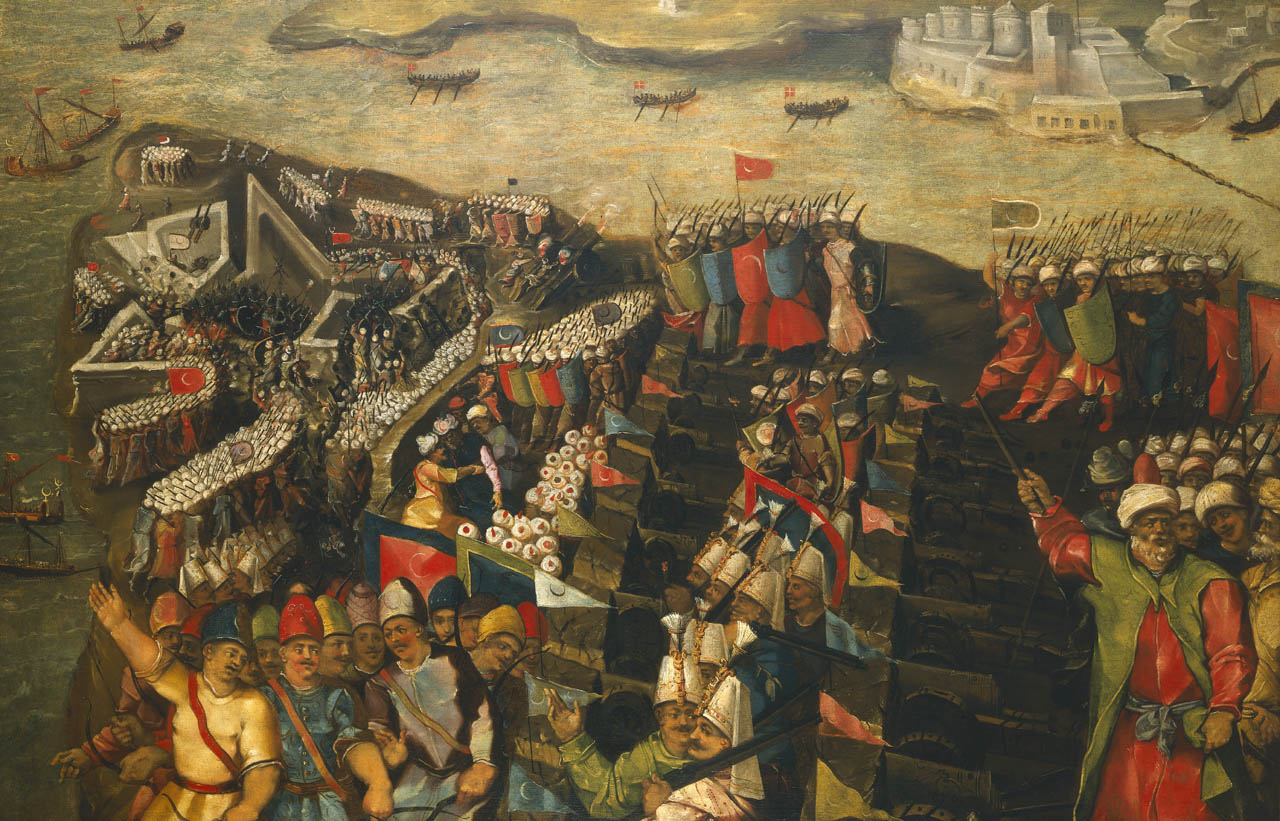
Asediul Maltei – Cucerirea fortului Sfântul Elmo, de Matteo Perez d'Aleccio

Cavalerii Ospitalieri au construit în 1552 pe insula Malta două forturi, Fortul Sfântul Elmo și Fortul Sfântul Michael. Fortul Sfântul Elmo a jucat un rol esențial în asediul otoman din 1565 (en), când a fost supus unui bombardament timp mai mult de o lună. Deși a căzut, a cauzat mari pierderi otomanilor și a dat răgaz forțelor din Sicilia să vină în ajutor.
După căderea Veneției în fața lui Napoleon, în 1797 Corfu a fost ocupată de armata republicană franceză. Deși fortificațiile existente aveau o oarecare valoare, coaliția ruso-otomană-engleză comandată de amiralul Feodor Ușakov, utilizând trupele trimise de Ali Pașa a recucerit Corfu în 1799 după un asediu de patru luni (en), când garnizoana comandată de generalul Louis François Jean Chabot, ducând lipsă de provizii și în urma pierderii poziției de pe insula Vido de la intrarea în port, s-a predat și i s-a permis să se întoarcă în Franța.

## Perimare
În secolul al XIX-lea dezvoltarea muniției explozive și a unei artilerii mai puternice au condus la înlocuirea fortificațiilor bastionare cu forturi poligonale (en), mai rezistente, sau, considerate ineficiente, au fost complet demolate pentru a face loc dezvoltării orașelor. În secolul al XX-lea apariția tancurilor și a forțelor aeriene a redus mult din eficiența fortificațiilor.